# Wuppertaler Sport-Verein 1976-1977
Questa voce raccoglie le informazioni riguardanti il Wuppertaler Sport-Verein nelle competizioni ufficiali della stagione 1976-1977.

## Stagione
Nella stagione 1976-1977 il Wuppertal, allenato da Herbert Burdenski, concluse il campionato di 2. Bundesliga al 3º posto. In Coppa di Germania il Wuppertal fu eliminato al primo turno dal Monaco 1860.

## Rosa
| N. |                     | Ruolo | Calciatore              |
| -- | ------------------- | ----- | ----------------------- |
|    | Germania (bandiera) | P     | Josef Elting            |
|    | Germania (bandiera) | P     | Fritz Stefens           |
|    | Germania (bandiera) | D     | Lothar Dupke            |
|    | Germania (bandiera) | D     | Reinhold Fanz           |
|    | Germania (bandiera) | D     | Dirk Fiala              |
|    | Germania (bandiera) | D     | Jürgen-Michael Galbierz |
|    | Germania (bandiera) | D     | Wolfgang Keuken         |
|    | Germania (bandiera) | D     | Erich Miß               |
|    | Germania (bandiera) | D     | Gerhard Pecl            |
|    | Germania (bandiera) | C     | Jürgen Berghaus         |
|    | Germania (bandiera) | C     | Rainer Budde            |

| N. |                       | Ruolo | Calciatore       |
| -- | --------------------- | ----- | ---------------- |
|    | Portogallo (bandiera) | C     | Walter Ferreira  |
|    | Germania (bandiera)   | C     | Bernhard Hermes  |
|    | Germania (bandiera)   | C     | Theo Homann      |
|    | Germania (bandiera)   | C     | Georg Jung       |
|    | Germania (bandiera)   | C     | Achim Pauli      |
|    | Germania (bandiera)   | A     | Lothar Angermund |
|    | Germania (bandiera)   | A     | Reiner Geweke    |
|    | Germania (bandiera)   | A     | Willi Götz       |
|    | Germania (bandiera)   | A     | Helmut Lausen    |
|    | Germania (bandiera)   | A     | Günter Pröpper   |
|    | Germania (bandiera)   | A     | Peter Redder     |

## Organigramma societario
Area tecnica
- Allenatore: Herbert Burdenski
- Allenatore in seconda:
- Preparatore dei portieri:
- Preparatori atletici:

## Calciomercato

### Sessione estiva
| Acquisti | Acquisti        | Acquisti | Acquisti |
| R.       | Nome            | da       | Modalità |
| -------- | --------------- | -------- | -------- |
| D        | Erich Miß       | Bochum   |          |
| C        | Walter Ferreira | Volendam |          |

| Cessioni | Cessioni          | Cessioni                | Cessioni |
| R.       | Nome              | a                       | Modalità |
| -------- | ----------------- | ----------------------- | -------- |
| C        | Dušan Andrić      | Sportfreunde Katernberg |          |
| C        | Hans-Jürgen Baake | TeBe Berlino            |          |
| A        | Franz Gerber      | St. Pauli               |          |
| P        | Manfred Müller    | Norimberga              |          |

### Sessione invernale
| Acquisti | Acquisti | Acquisti | Acquisti |
| R.       | Nome     | da       | Modalità |
| -------- | -------- | -------- | -------- |

| Cessioni | Cessioni | Cessioni | Cessioni |
| R.       | Nome     | a        | Modalità |
| -------- | -------- | -------- | -------- |

## Risultati

### 2. Bundesliga

#### Girone di andata
| Arbitro: | Kohnen |

|           |           |  |
| Budde 44’ | Marcatori |  |

| Arbitro: | Kindervater |

|           |           |  |
| Graul 78’ | Marcatori |  |

| Arbitro: | Fork |

|                      |           |               |
| Budde 9’ Pröpper 78’ | Marcatori | 54’ Stegmayer |

| Arbitro: | Roth |

|                |           |  |
| Jendrossek 35’ | Marcatori |  |

| Arbitro: | Waltert |

|                        |           |                        |
| Pröpper 39’ Geweke 50’ | Marcatori | 37’ Köstner 77’ Hansel |

| Arbitro: | Rieb |

|                          |           |  |
| Flüshöh 21’ Dzieciol 88’ | Marcatori |  |

| Arbitro: | Gabriel |

|                                     |           |  |
| Lausen 22’ Berghaus 34’ Pröpper 87’ | Marcatori |  |

| Arbitro: | Roth |

|             |           |                            |
| Fischer 36’ | Marcatori | 45’, 60’ Götz 48’ Berghaus |

| Arbitro: | Herrmann |

|                                  |           |           |
| Reh 17’ Burkhardt 24’ Mrosko 44’ | Marcatori | 6’ Geweke |

| Arbitro: | Glasneck |

|             |           |            |
| Pröpper 87’ | Marcatori | 11’ Müller |

| Arbitro: | Bartnick |

|                                        |           |  |
| Hoffmann 23’ Lenzen 62’, 66’ Balke 87’ | Marcatori |  |

| Arbitro: | Uhlig |

|          |           |  |
| Götz 55’ | Marcatori |  |

| Arbitro: | Halfter |

|                                      |           |          |
| Reinders 10’ Wiemers 13’ Klinger 52’ | Marcatori | 24’ Götz |

| Arbitro: | Teichert |

|                                               |           |              |
| Berghaus 46’ Miß 65’ Galbierz 75’ Pröpper 84’ | Marcatori | 33’ Baumanns |

| Arbitro: | Eggers |

|            |           |             |
| Lienen 14’ | Marcatori | 18’ Pröpper |

| Arbitro: | Herrmann |

|                                                     |           |            |
| Götz 13’, 30’ Budde 16’, 46’ Pröpper 68’ Hermes 86’ | Marcatori | 75’ Winter |

| Leverkusen 26 novembre 1976 17ª giornata | Bayer Leverkusen | 0 – 0 referto | Wuppertal | Kleines-Haberland-Stadion (4 200 spett.)\| Arbitro: \| Zittrich \| |
| Arbitro:                                 | Zittrich         |               |           |                                                                    |

| Arbitro: | Risse |

|                      |           |             |
| Redder 17’ Budde 65’ | Marcatori | 49’ Mödrath |

| Arbitro: | Basedow |

|  |           |                                     |
|  | Marcatori | 19’, 52’ Budde 21’ Götz 65’ Pröpper |

#### Girone di ritorno
| Arbitro: | Zittrich |

|                           |           |                       |
| Tune-Hansen 9’ Gerber 18’ | Marcatori | 78’ Budde 87’ Pröpper |

| Arbitro: | Kohnen |

|         |           |              |
| Miß 61’ | Marcatori | 82’ Petković |

| Hannover 15 gennaio 1977 22ª giornata | Hannover 96 | 0 – 0 referto | Wuppertal | Niedersachsenstadion (6 200 spett.)\| Arbitro: \| Teichert \| |
| Arbitro:                              | Teichert    |               |           |                                                               |

| Arbitro: | Rieb |

|                            |           |                                          |
| Berghaus 36’ Fanz 64’, 86’ | Marcatori | 4’ Wloka 23’ Hammes 44’ (rig.) Babington |

| Arbitro: | Wahmann |

|                 |           |          |
| Funkel 37’, 50’ | Marcatori | 86’ Götz |

| Arbitro: | Sommershoff |

|                      |           |  |
| Budde 17’ Redder 87’ | Marcatori |  |

| Arbitro: | Pauly |

|              |           |                              |
| Goldbach 81’ | Marcatori | 40’ (rig.) Pröpper 70’ Budde |

| Arbitro: | Gremmler |

|                                      |           |            |
| Götz 24’ Budde 31’ Berghaus 66’, 75’ | Marcatori | 76’ Mielke |

| Arbitro: | Reichmann |

|                      |           |                   |
| Keuken 58’ Budde 63’ | Marcatori | 87’ (rig.) Mrosko |

| Arbitro: | Kopka |

|                                              |           |                               |
| Klinge 26’, 70’ Zindel 32’, 52’ Dybowski 35’ | Marcatori | 18’ Götz 29’ Budde 39’ Redder |

| Arbitro: | Fork |

|                                                                 |           |                        |
| Budde 29’ Götz 32’ Pröpper 38’ Fanz 57’ Redder 76’ Ferreira 86’ | Marcatori | 37’ Balke 85’ Hoffmann |

| Arbitro: | Sommershoff |

|                                  |           |                                                         |
| Schock 15’ Mühlenberg 57’ (rig.) | Marcatori | 36’ (aut.) Wohlgemuth 65’ Budde 72’ Redder 86’ Berghaus |

| Arbitro: | Uhlig |

|                                           |           |                                |
| Götz 3’, 75’ Laufer 8’ (aut.) Pröpper 70’ | Marcatori | 51’ Nabrotzki 81’, 86’ Riepert |

| Arbitro: | Hanschke |

|                       |           |                       |
| Kehr 63’ Baumanns 82’ | Marcatori | 33’ Hermes 39’ Redder |

| Arbitro: | Heitmann |

|           |           |               |
| Budde 86’ | Marcatori | 85’ Sackewitz |

| Arbitro: | Barnick |

|  |           |                                               |
|  | Marcatori | 21’ Götz 41’, 61’ Fanz 60’ Berghaus 83’ Budde |

| Arbitro: | Risse |

|                               |           |                                                        |
| Budde 19’ Redder 20’ Götz 59’ | Marcatori | 8’ Elfering 53’ Schonert 55’ Herzog 88’ (rig.) Rehbach |

| Arbitro: | Marchefka |

|  |           |                |
|  | Marcatori | 66’, 89’ Budde |

| Arbitro: | Meijerink |

|                       |           |                      |
| Budde 66’ (rig.), 80’ | Marcatori | 10’ Bals 84’ Ochmann |

### Coppa di Germania
| Arbitro: | Quindeau |

|              |           |  |
| Hartwig 100’ | Marcatori |  |

## Statistiche

### Statistiche di squadra
| Competizione      | Punti | In casa | In casa | In casa | In casa | In casa | In casa | In trasferta | In trasferta | In trasferta | In trasferta | In trasferta | In trasferta | Totale | Totale | Totale | Totale | Totale | Totale | DR  |
| Competizione      | Punti | G       | V       | N       | P       | Gf      | Gs      | G            | V            | N            | P            | Gf           | Gs           | G      | V      | N      | P      | Gf     | Gs     | DR  |
| ----------------- | ----- | ------- | ------- | ------- | ------- | ------- | ------- | ------------ | ------------ | ------------ | ------------ | ------------ | ------------ | ------ | ------ | ------ | ------ | ------ | ------ | --- |
| 2. Bundesliga     | 47    | 19      | 12      | 6       | 1       | 50      | 25      | 19           | 6            | 5            | 8            | 31           | 30           | 38     | 18     | 11     | 9      | 81     | 55     | +26 |
| Coppa di Germania | -     | 0       | 0       | 0       | 0       | 0       | 0       | 1            | 0            | 0            | 1            | 0            | 1            | 1      | 0      | 0      | 1      | 0      | 1      | -1  |
| Totale            | 47    | 19      | 12      | 6       | 1       | 50      | 25      | 20           | 6            | 5            | 9            | 31           | 31           | 39     | 18     | 11     | 10     | 81     | 56     | +25 |

### Andamento in campionato
| Giornata  | 1 | 2  | 3 | 4  | 5  | 6  | 7  | 8  | 9  | 10 | 11 | 12 | 13 | 14 | 15 | 16 | 17 | 18 | 19 | 20 | 21 | 22 | 23 | 24 | 25 | 26 | 27 | 28 | 29 | 30 | 31 | 32 | 33 | 34 | 35 | 36 | 37 | 38 |
| --------- | - | -- | - | -- | -- | -- | -- | -- | -- | -- | -- | -- | -- | -- | -- | -- | -- | -- | -- | -- | -- | -- | -- | -- | -- | -- | -- | -- | -- | -- | -- | -- | -- | -- | -- | -- | -- | -- |
| Luogo     | C | T  | C | T  | C  | T  | C  | T  | T  | C  | T  | C  | T  | C  | T  | C  | T  | C  | T  | T  | C  | T  | C  | T  | C  | T  | C  | C  | T  | C  | T  | C  | T  | C  | T  | C  | T  | C  |
| Risultato | V | P  | V | P  | N  | P  | V  | V  | P  | N  | P  | V  | P  | V  | N  | V  | N  | V  | V  | N  | N  | N  | N  | P  | V  | V  | V  | V  | P  | V  | V  | V  | N  | N  | V  | P  | V  | N  |
| Posizione | 4 | 12 | 7 | 13 | 11 | 13 | 12 | 10 | 11 | 12 | 13 | 11 | 14 | 13 | 13 | 11 | 10 | 9  | 7  | 7  | 7  | 7  | 6  | 8  | 8  | 7  | 5  | 4  | 5  | 5  | 5  | 3  | 3  | 3  | 3  | 3  | 3  | 3  |

Legenda:

Luogo: C = Casa; T = Trasferta. Risultato: V = Vittoria; N = Pareggio; P = Sconfitta.

### Statistiche dei giocatori
| Giocatore    | 2. Bundesliga | 2. Bundesliga | 2. Bundesliga | 2. Bundesliga | Coppa di Germania | Coppa di Germania | Coppa di Germania | Coppa di Germania | Totale   | Totale | Totale      | Totale     |
| Giocatore    | Presenze      | Reti          | Ammonizioni   | Espulsioni    | Presenze          | Reti              | Ammonizioni       | Espulsioni        | Presenze | Reti   | Ammonizioni | Espulsioni |
| ------------ | ------------- | ------------- | ------------- | ------------- | ----------------- | ----------------- | ----------------- | ----------------- | -------- | ------ | ----------- | ---------- |
| L. Angermund | 5             | 0             | 0             | 0             | 1                 | 0                 | 0                 | 0                 | 6        | 0      | 0           | 0          |
| J. Berghaus  | 36            | 8             | 5             | 0             | 0                 | 0                 | 0                 | 0                 | 36       | 8      | 5           | 0          |
| R. Budde     | 29            | 22            | 3             | 0             | 1                 | 0                 | 0                 | 0                 | 30       | 22     | 3           | 0          |
| L. Dupke     | 28            | 0             | 1             | 0             | 1                 | 0                 | 0                 | 0                 | 29       | 0      | 1           | 0          |
| J. Elting    | 16            | 0             | 0             | 0             | 0                 | 0                 | 0                 | 0                 | 16       | 0      | 0           | 0          |
| R. Fanz      | 23            | 5             | 2             | 0             | 1                 | 0                 | 0                 | 0                 | 24       | 5      | 2           | 0          |
| W. Ferreira  | 3             | 1             | 0             | 0             | 0                 | 0                 | 0                 | 0                 | 3        | 1      | 0           | 0          |
| D. Fiala     | 1             | 0             | 0             | 0             | 0                 | 0                 | 0                 | 0                 | 1        | 0      | 0           | 0          |
| J. Galbierz  | 12            | 1             | 1             | 0             | 0                 | 0                 | 0                 | 0                 | 12       | 1      | 1           | 0          |
| R. Geweke    | 17            | 2             | 1             | 0             | 1                 | 0                 | 0                 | 0                 | 18       | 2      | 1           | 0          |
| W. Götz      | 38            | 15            | 6             | 0             | 1                 | 0                 | 0                 | 0                 | 39       | 15     | 6           | 0          |
| B. Hermes    | 38            | 2             | 0             | 0             | 1                 | 0                 | 0                 | 0                 | 39       | 2      | 0           | 0          |
| T. Homann    | 2             | 0             | 0             | 0             | 0                 | 0                 | 0                 | 0                 | 2        | 0      | 0           | 0          |
| G. Jung      | 22            | 0             | 1             | 0             | 1                 | 0                 | 0                 | 0                 | 23       | 0      | 1           | 0          |
| W. Keuken    | 22            | 1             | 2             | 0             | 0                 | 0                 | 0                 | 0                 | 22       | 1      | 2           | 0          |
| H. Lausen    | 13            | 1             | 1             | 0             | 1                 | 0                 | 1                 | 0                 | 14       | 1      | 2           | 0          |
| E. Miß       | 27            | 2             | 3             | 0             | 0                 | 0                 | 0                 | 0                 | 27       | 2      | 3           | 0          |
| A. Pauli     | 2             | 0             | 0             | 0             | 0                 | 0                 | 0                 | 0                 | 2        | 0      | 0           | 0          |
| G. Pecl      | 35            | 0             | 1             | 0             | 1                 | 0                 | 0                 | 0                 | 36       | 0      | 1           | 0          |
| G. Pröpper   | 32            | 12            | 4             | 0             | 1                 | 0                 | 0                 | 0                 | 33       | 12     | 4           | 0          |
| P. Redder    | 36            | 7             | 4             | 0             | 1                 | 0                 | 0                 | 0                 | 37       | 7      | 4           | 0          |
| F. Stefens   | 23            | 0             | 0             | 0             | 1                 | 0                 | 0                 | 0                 | 24       | 0      | 0           | 0          |